# 和菓子

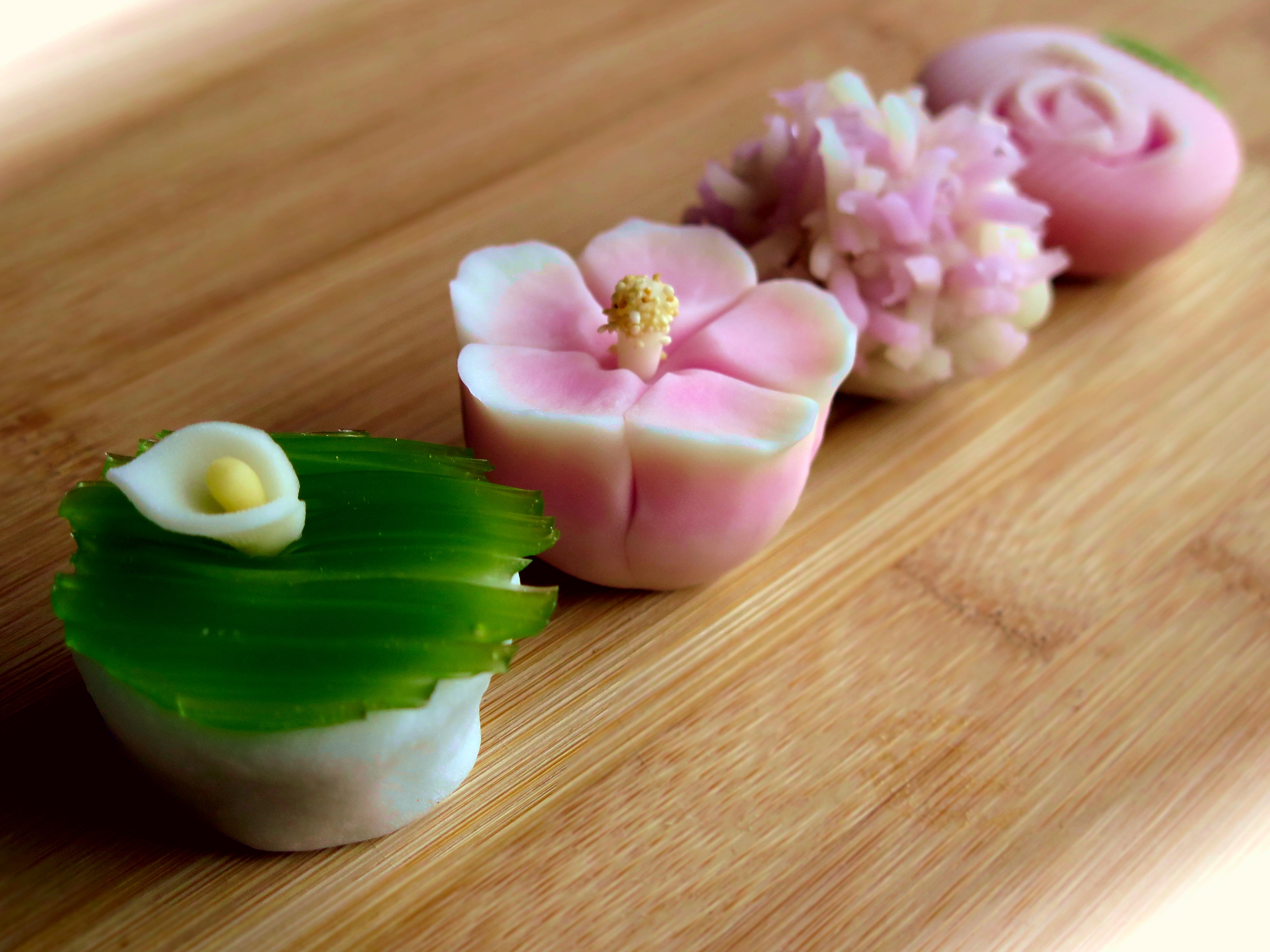
和菓子造型通常是花、葉、桃、動物、傳統用具等

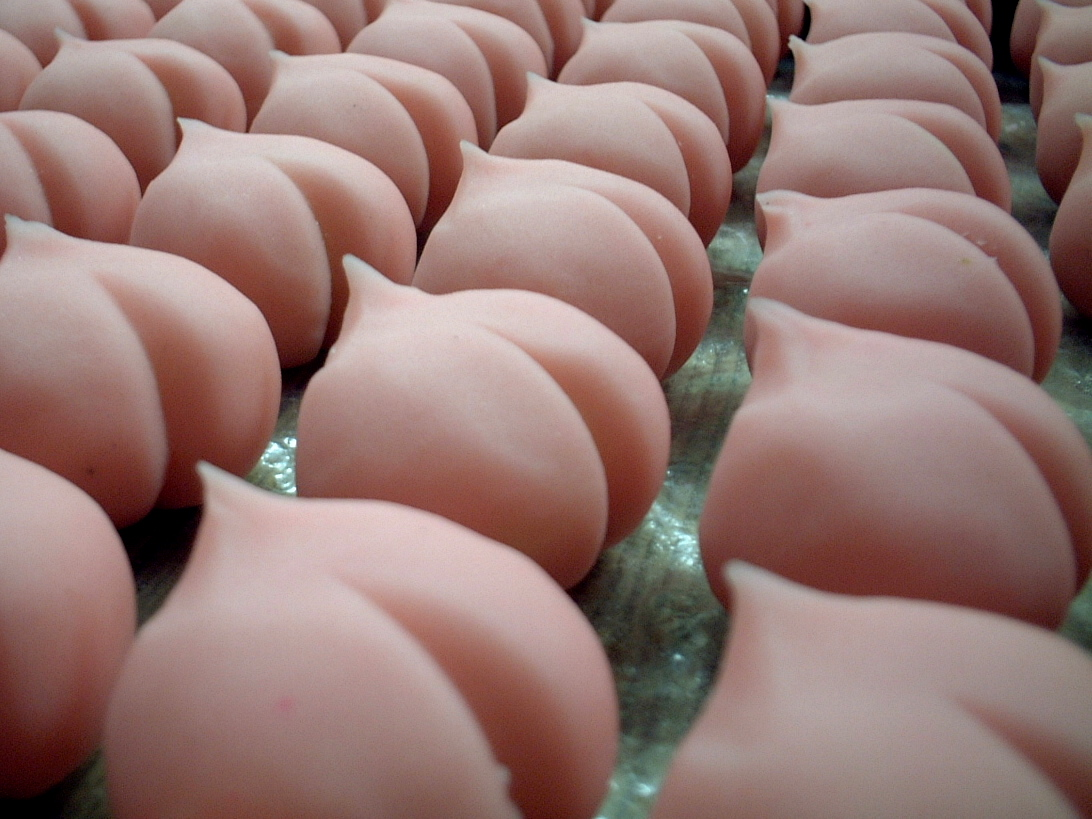
西王母，用糯米糰子捏成桃子的形狀
（源自于中國壽桃包的桃子型和菓子）

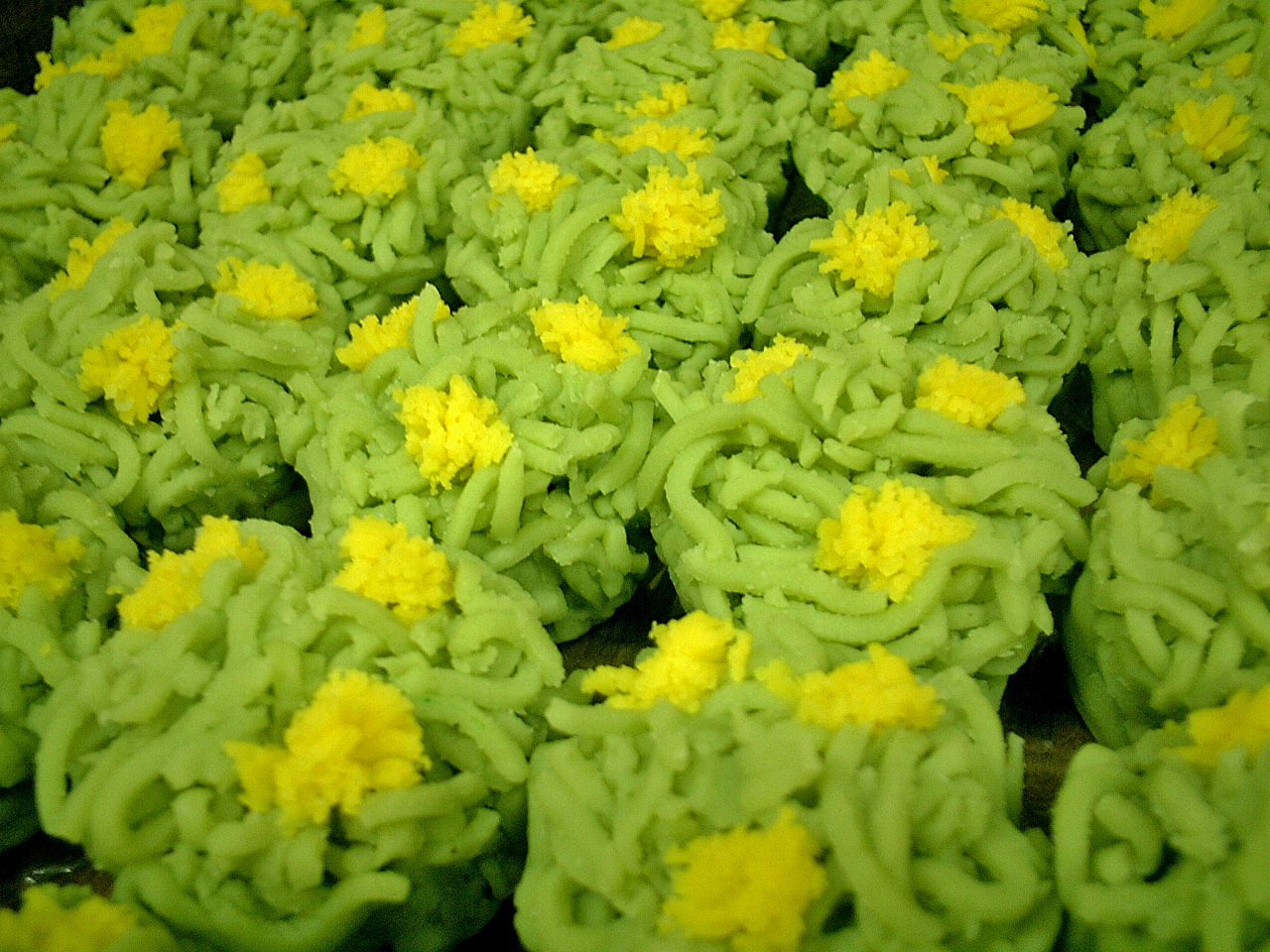
綠枝寒春，把豆沙餡做成黃綠色油菜花的形狀
（代表春天的日式甜點）

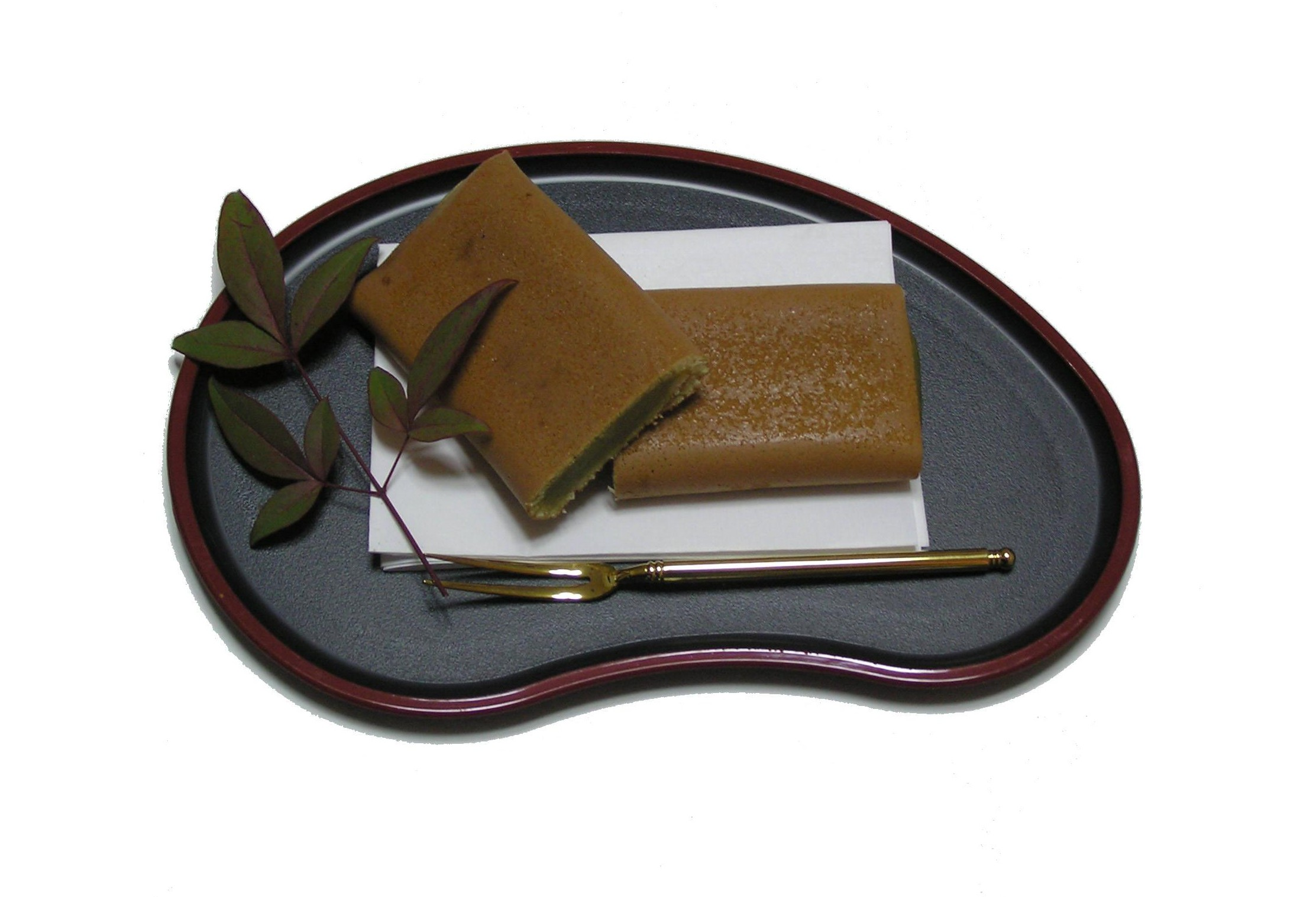
源氏捲，巧克力外皮包抹茶醬
（包着皮烤的日式甜點）

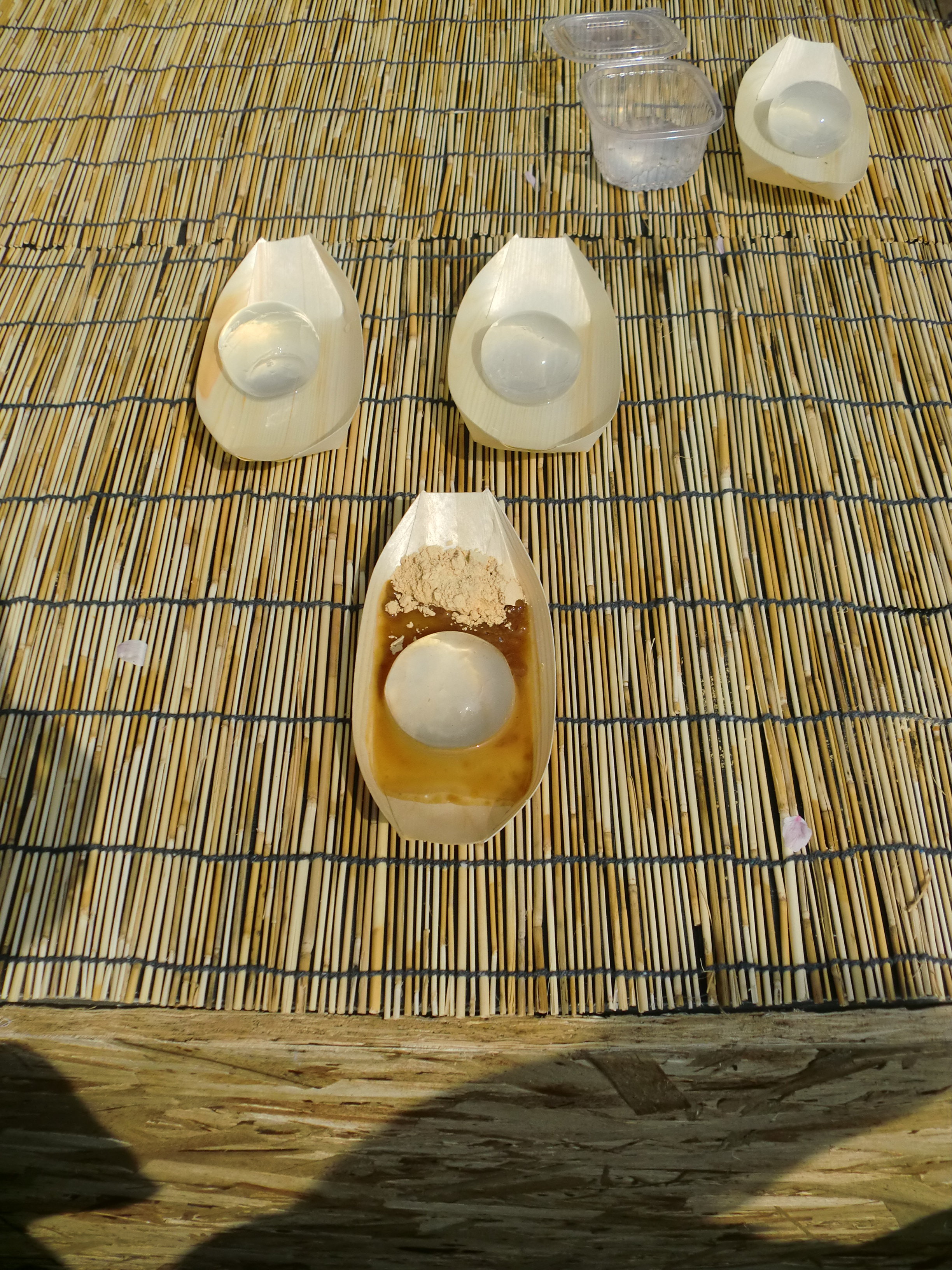
水信玄餅，即澆糖漿和花生粉的透明果凍
，最初源於信玄餅

和菓子（日语：／ wagashi），直譯為日本糕點、日式甜點，指的是日本人對日本傳統的麻糬、冰品、水果製品、甜味内馅、鹹味零食、油炸小點心、蛋糕和餅乾的总称。
從明治時代開始，由於日本接觸了大量西方文化，為了方便與歐洲流傳過來的西式糕點作區別，於是日本人將日本傳統的“菓子”一詞改稱為“和菓子”，而西式糕點則另稱為「洋菓子」。和菓子主要的原料包括糖、大米、糯米、小麥粉、豆沙、寒天、水飴等，現代日本也會加入大量鮮奶油、黄油、巧克力等歐洲原料，並依照不同的食材創造出不同的特殊口感。

## 特點

### 美感與季节性
由於特別講究於手作和視覺上的美，和菓子又被稱為「日本美食文化之花」。
部分种类的和菓子是季节限定贩售的，如春季的樱饼，夏季的水无月饼等。

## 爭議

### 包裝過度
和其他日式產品一樣，和菓子也存在著嚴重的過度包裝問題。在一般日本人看來用很多不可食用的櫻花、楓葉、折紙、柳葉、草繩、和式書道作品等素材大量包装仅仅占净重不到50%的和菓子是再平常不過的事，但是這些嚴重浪費有限資源的行为對於原料生產國造成災難，而且把不可再生能源花費在用過一次即丟的包裝費上更激起海內外環保主義者的反對。

## 種類

### 生糕点（濕糕點、非乾糕點）
主條目：生菓子
- 日式糰子（又稱為烤糰子、糰子串）
- 麻糬（又稱為日式麻糬、糯米糰子）
- 羊羹
- 水信玄餅

### 半生糕点（半乾糕点）
- 大福
- 銅鑼燒
- 今川燒
- 鯛魚燒
- 日式甜饅頭
- 最中
- 石衣
- 琥珀糖
- 洲濱

### 乾糕點（非濕糕點）
主條目：乾菓子
- 日式煎餅（即仙貝）
- 日式煎餅
- 金平糖
- 落雁
- 八橋
- 雲平
- 有平糖
- 金華糖
- 生姜糖
- 和三盆
- 甘納豆
- 五色豆

## 歷史變遷

### 萌芽期
和菓子的範圍相當寬廣，在日本舊稱為“菓子”，源自古代日本人將天然的水果及樹木的果實加工而成的主食外的果腹食品，如柿乾，果乾，米團。
現在和果子的原型起源是從唐朝傳入的“唐菓子”。根據成書於日本延長年間（923-930）的《倭名類聚抄》記載，当时有八種以米捏成的「唐菓子」，分別是：梅枝、桃枝、餲餬、桂心、黏臍、饆饠、鎚子、團喜以及果餅14種。同时在这时期，砂糖，糯米製菓，油炸點心传入傳入日本。這時候唐菓子的用途是單純用來祭神所用的祭品。其後在平安時代初期空海大師於西元806年將煎餅製法引進日本，提升糖、米、糯米、小麥粉等素材的應用高度。

### 發展期
在鎌倉時代，從宋朝學法的僧人傳進羊羹類和饅頭類的食物以及茶苗，也帶回來「喝茶搭配吃點心」的習慣，如著名的聖一國師。由於當時日本食肉文化不普及的關係，加上宗教因素，很多原來由肉類製成的食物改用紅豆、小麥粉替代，如羊羹。
在室町時代，經過口味調整後，逐漸發展出自己的特色甜點。經過改良過後的蔴糬外皮變得色彩豐富，精緻甜點的造型除了包含中國元素的桃子、兔子造型外，以櫻花、葉子等植物造型的和式甜點也加入其中。大小從原來的掌心大小，變為一口可吃掉的大小。在日本戰國時代，和菓子也隨著茶道文化的興起而流行於公家與武家之間。隨著茶聖 千利休 發展的茶道興盛，和茶道相依相存的和菓子也逐漸變得蓬勃起來。
在安土桃山時代，葡萄牙人帶來了具有民族特色的點心，如蜂蜜蛋糕、金平糖、麵包等等。由於日本稱他們為南蠻人，而帶來的點心，就稱為南蠻菓子。這些南蠻菓子帶給了和菓子文化新的視野與技術，尤其這時對於麵粉類的和菓子有相當的發展。

### 成熟期
到了江戶時代的菓子分為兩派別，分別是發源地为京都，著重著五感的極致的京菓子和江戶為主外表平實，風格自由的上菓子戶別苗頭。兩派之間的激烈競爭，帶動了日式糕点製作技術的大幅躍進。
自明治時代起，為了突顯出與歐洲傳入之糕点的差別，因此改稱為“和菓子”；現在，具生命力的和菓子成為日本獨特的糕點文化。隨著季節、地點的不同，日本各地皆有不同的銘菓（土產菓子），包括由各種水果經各種調理方式之後所製成的點心，並在各地發展出了不同特色。